# Муллакаева, Нурия Камалетдиновна
Нурия Камалетдиновна Муллакаева (15 июля 1931 — 4 ноября 2000) — флотатор Сибайской обогатительной фабрики. Герой Социалистического Труда. Почётный гражданин города Сибая.

## Биография
Родилась 15 июля 1931 г. в г. Сибае Республики Башкортостан.
Образование — неполное среднее.
Трудовую деятельность начала в 1948 г. пробщицей в отделе технического контроля Башкирского медно-серного комбината (БМСК), с 1951 г. работала продавцом в отделе рабочего снабжения при БМСК. С 1954 г. — пробщица отдела технического контроля, с 1961 г. — флотатор Сибайской обогатительной фабрики.
За период работы флотатором Н. К. Муллакаева в совершенстве овладела процессом обогащения медных и медно-цинковых руд. Из года в год добивалась высоких технологических показателей. За годы девятой пятилетки (1971—1975) план по извлечению меди в медный концентрат выполнила на 101,1 процента, цинка в цинковый — на 100,5 процента. Качество медного концентрата составило
103,3 процента к плану, цинкового — 100,2 процента. За счет повышения извлечения металлов в одноименные концентраты, увеличения переработки руды выдала сверх плана меди 332 тонны и цинка 750 тонн на общую сумму 436,5 тысячи рублей. План девятой пятилетки по выдаче металлов выполнила за 4 года и 8 месяцев.
За выдающиеся успехи в выполнении принятых на девятую пятилетку социалистических обязательств по увеличению качества и повышению производительности труда Указом Президиума Верховного Совета СССР от 10 марта 1976 г. Н. К. Муллакаевой присвоено звание Героя Социалистического Труда.
В 1968—1982 гг. работала бригадиром на Сибайской обогатительной фабрике Башкирского медно-серного комбината.
Почётный гражданин города Сибай.
Депутат Верховного Совета Башкирской АССР восьмого и девятого созывов (1971—1980).
Умерла 4 ноября 2000 года, похоронена на Старом кладбище города Сибай.

## Награды
- Герой Социалистического Труда (1949)
- Награждена орденами Ленина (1976), Трудового Красного Знамени (1971), медалями.